# Livingston (Illinois)
Livingston és una població dels Estats Units a l'estat d'Illinois. Segons el cens del 2000 tenia 825 habitants.

## Demografia
Segons el cens del 2000, Livingston tenia 825 habitants, 367 habitatges, i 237 famílies. La densitat de població era de 300,5 habitants/km².
Dels 367 habitatges en un 27,2% hi vivien nens de menys de 18 anys, en un 49,9% hi vivien parelles casades, en un 9,3% dones solteres, i en un 35,4% no eren unitats familiars. En el 31,9% dels habitatges hi vivien persones soles el 15,8% de les quals corresponia a persones de 65 anys o més que vivien soles. El nombre mitjà de persones vivint en cada habitatge era de 2,25 i el nombre mitjà de persones que vivien en cada família era de 2,81.
Per edats la població es repartia de la següent manera: un 23,3% tenia menys de 18 anys, un 7% entre 18 i 24, un 30,5% entre 25 i 44, un 19,6% de 45 a 60 i un 19,5% 65 anys o més.
L'edat mediana era de 38 anys. Per cada 100 dones de 18 o més anys hi havia 96 homes.
La renda mediana per habitatge era de 37.083 $ i la renda mediana per família de 41.563 $. Els homes tenien una renda mediana de 34.444 $ mentre que les dones 19.271 $. La renda per capita de la població era de 16.291 $. Aproximadament el 7,8% de les famílies i el 9,1% de la població estaven per davall del llindar de pobresa.

## Poblacions més properes
El següent diagrama mostra les poblacions més properes.